# Буди (Чернігівський район)
Бу́ди — село в Україні, у Іванівській сільській громаді Чернігівського району Чернігівської області. Населення становить 246 осіб. До 2016 орган місцевого самоврядування — Будинська сільська рада.
На південний захід від села розташована ботанічна пам'ятка природи «Будянське» (насадження граба).

## Історія
За часів Гетьманщини Буди входили до Дівицької сотні Ніжинського полку.
За даними на 1859 рік у казенному, козацькому й власницькому селі Чернігівського повіту Чернігівської губернії мешкало 283 особи (182 чоловічої статі та 201 — жіночої), налічувалось 62 дворових господарства, існувала православна церква.
Станом на 1886 у колишньому державному й власницькому селі Янівської волості мешкало 399 осіб налічувалось 51 дворове господарство, існували православна церква й 9 вітряних млинів.
За переписом 1897 року кількість мешканців зросла до 744 осіб (360 чоловічої статі та 384 — жіночої), з яких всі — православної віри.
12 червня 2020 року, відповідно до розпорядження Кабінету Міністрів України № 730-р «Про визначення адміністративних центрів та затвердження територій територіальних громад Чернігівської області», увійшло до складу Іванівської сільської громади.
17 липня 2020 року, в результаті адміністративно — територіальної реформи та ліквідації колишнього Чернігівського району, село увійшло до складу новоутвореного Чернігівського району Чернігівської області.

## Економіка
На полях біля села вирощують сою та кукурудзу (станом на 2017 рік).

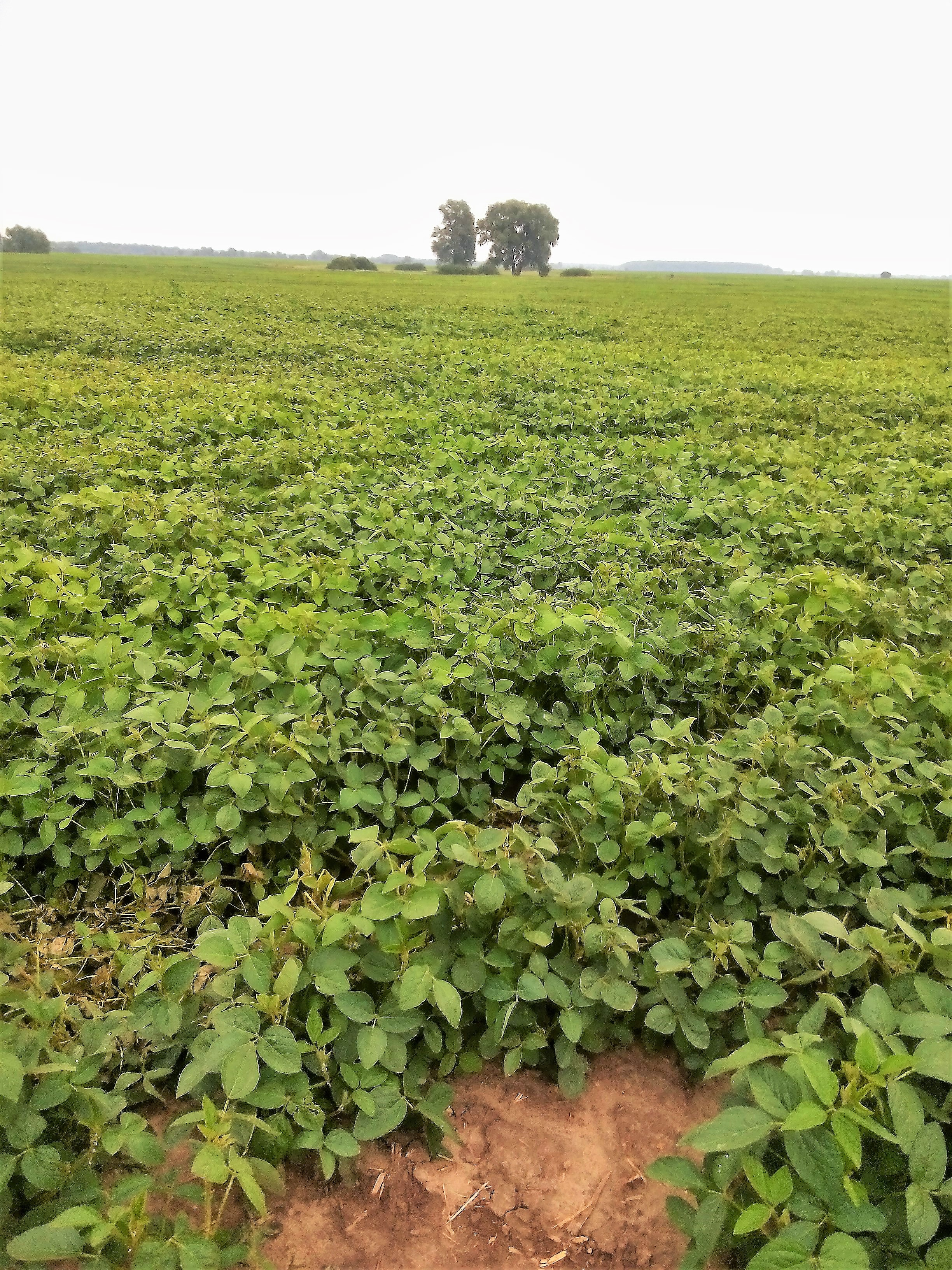
Соєве поле біля села
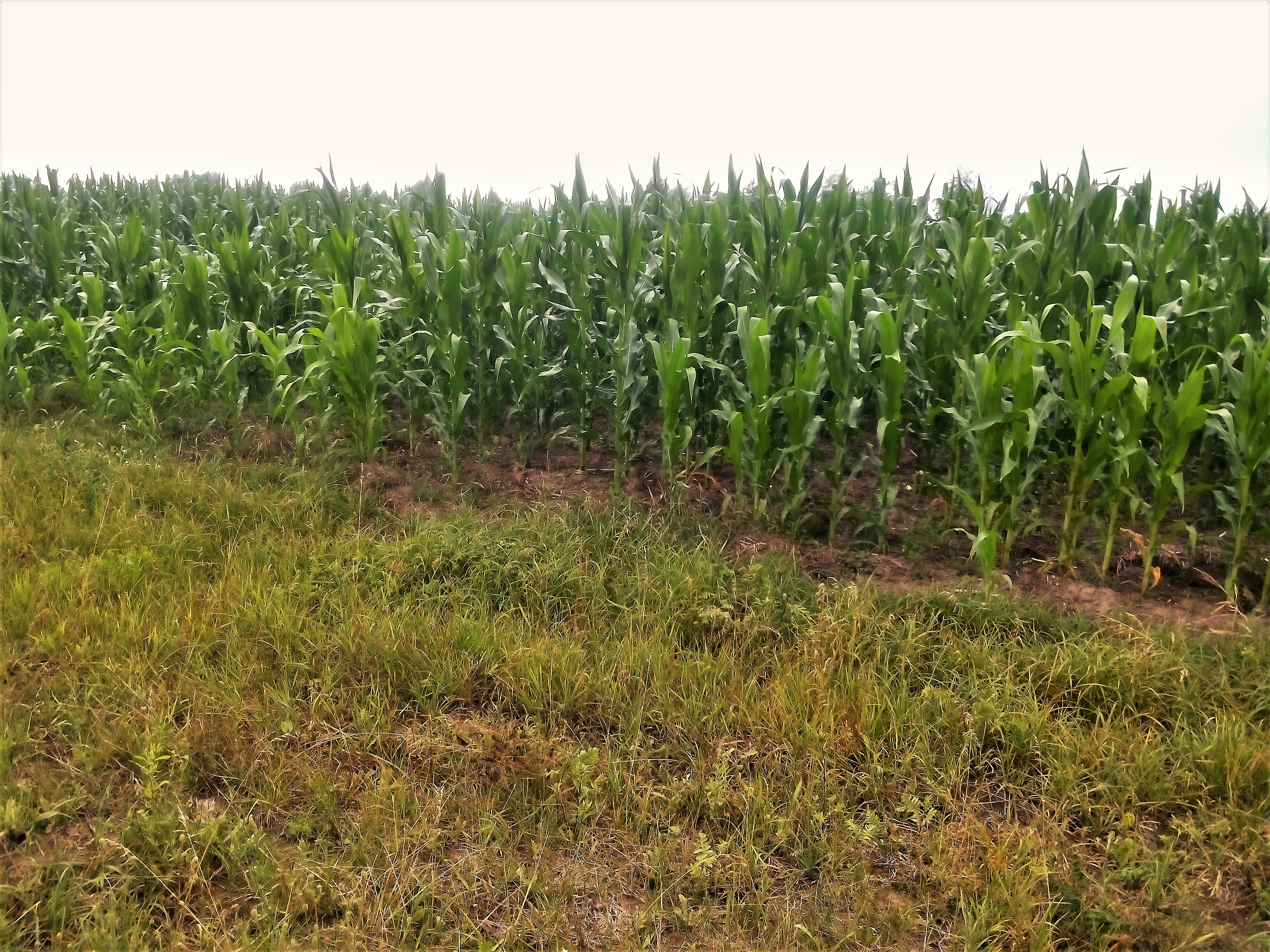
Кукурудзяне поле

## Галерея

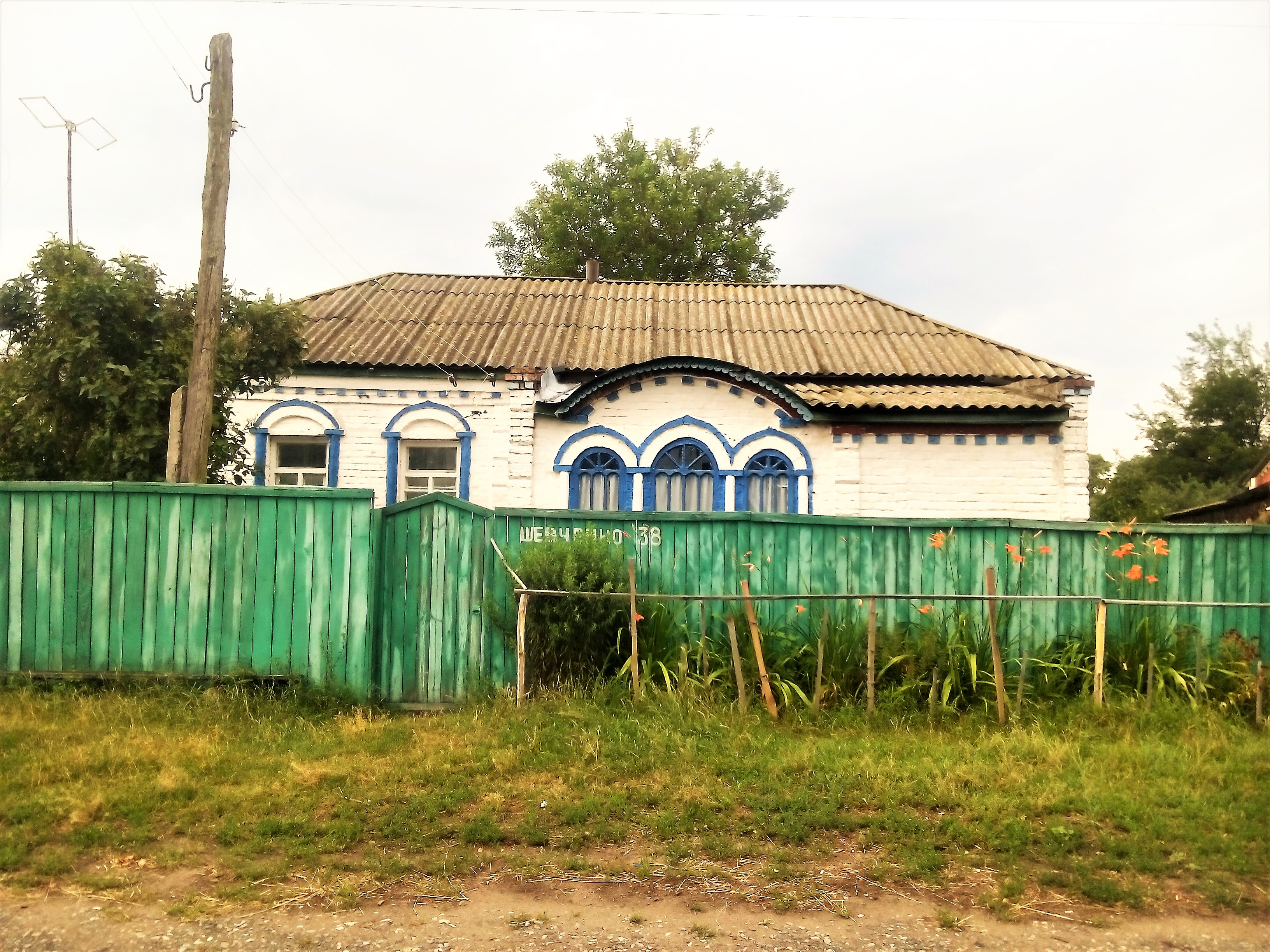
Хата по вулиці Шевченка 38
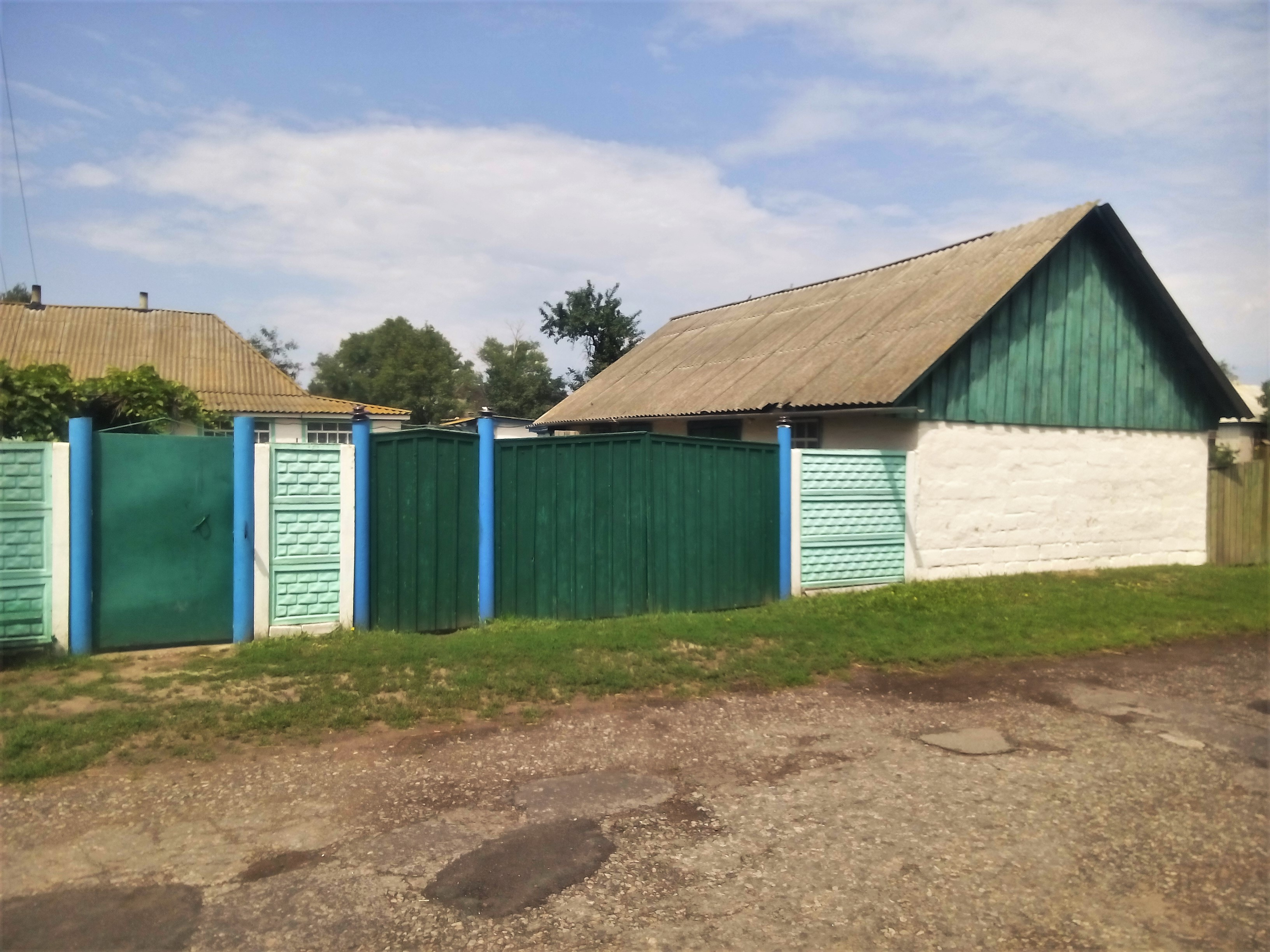
Одна з ошатних хат
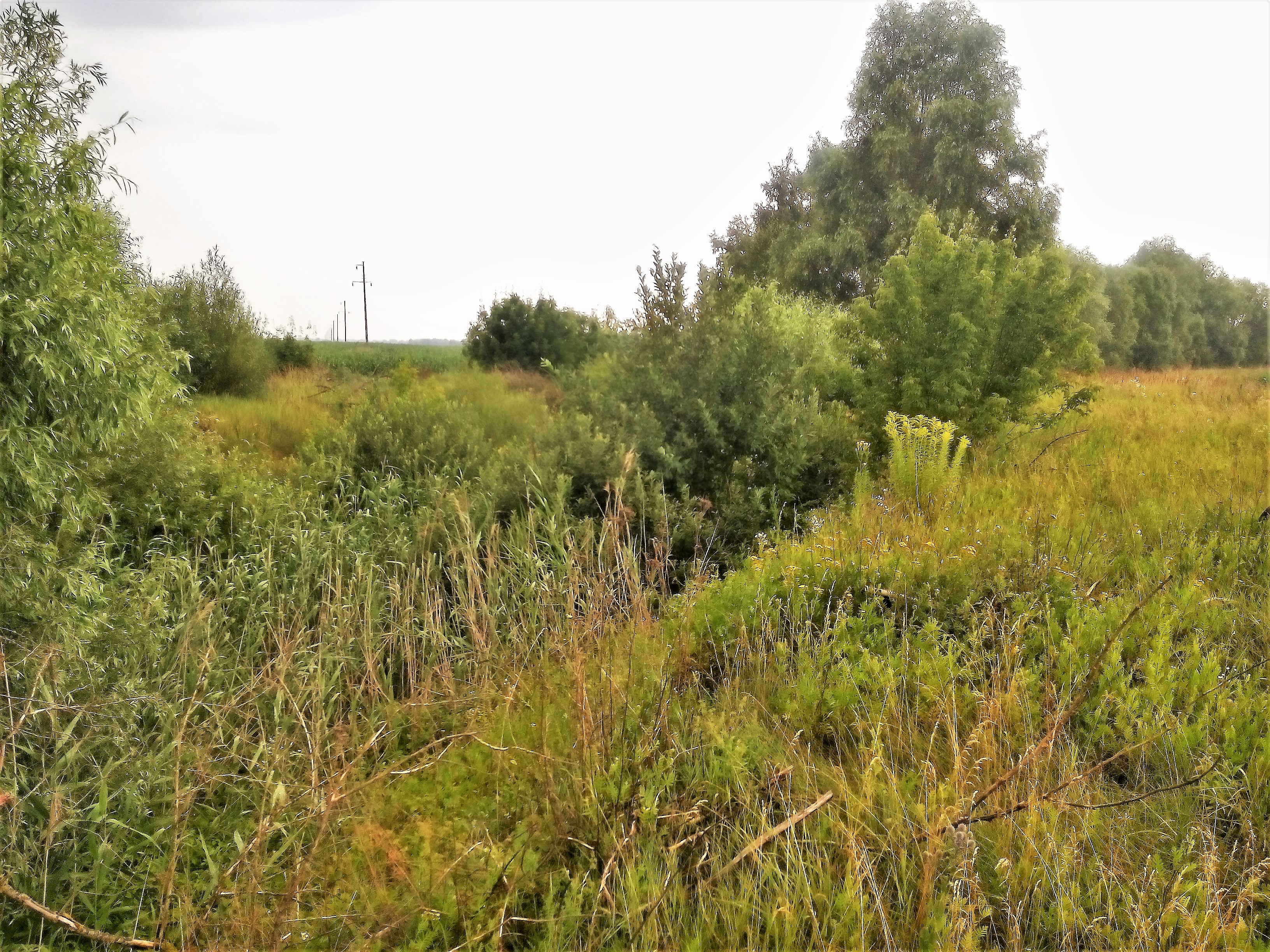
Річка Вздвижа
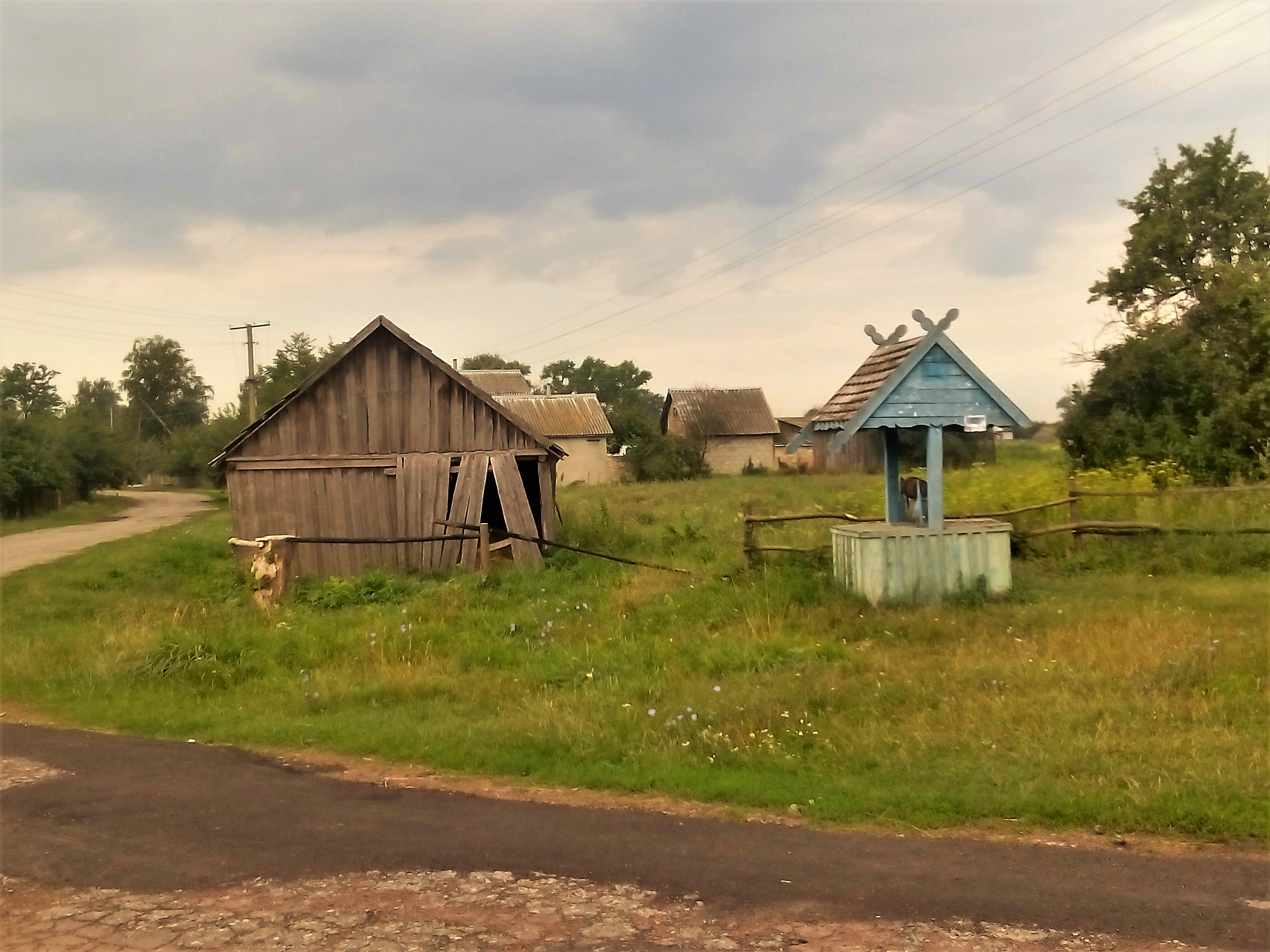
Центр
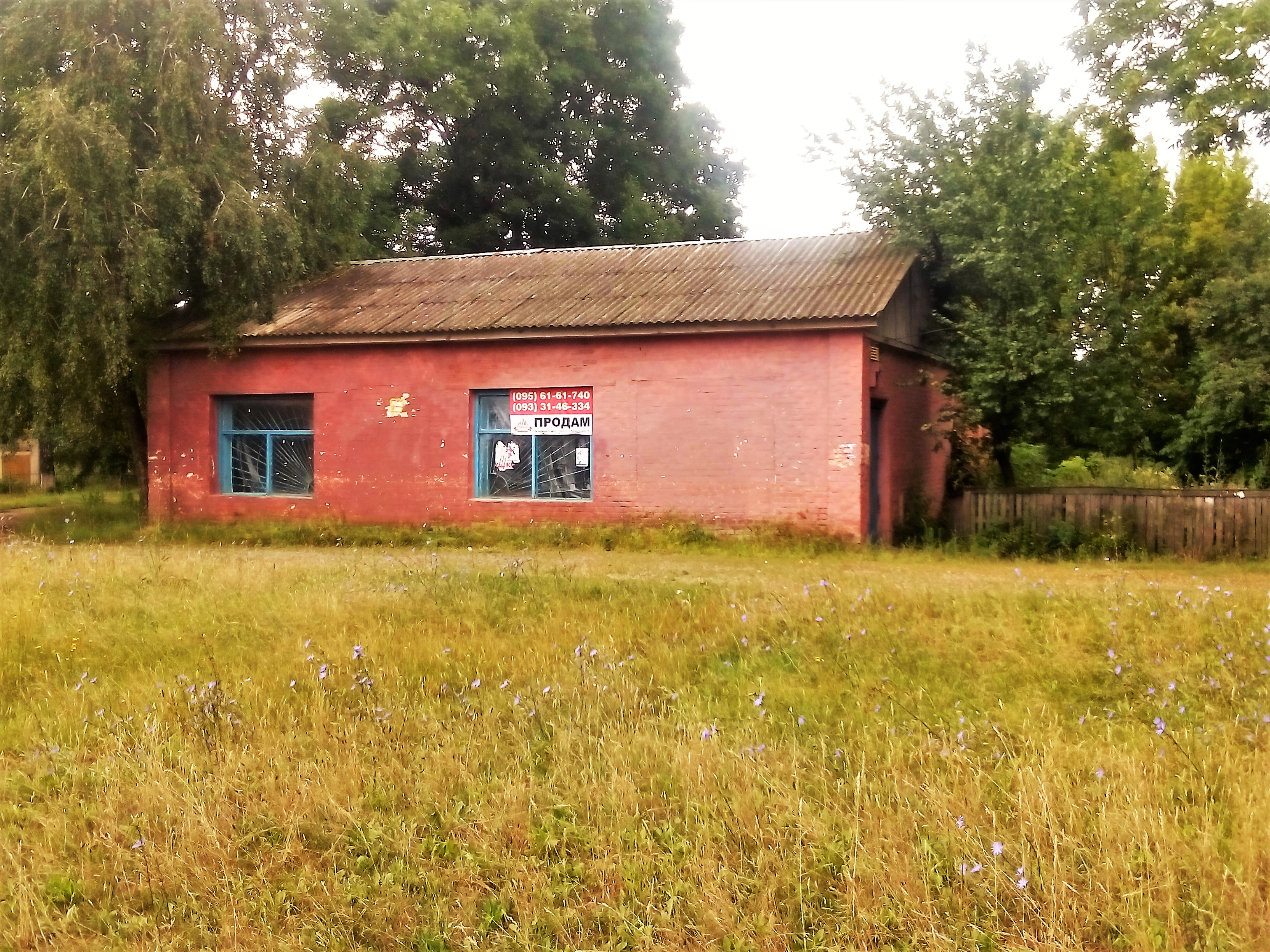
Покинутий магазин
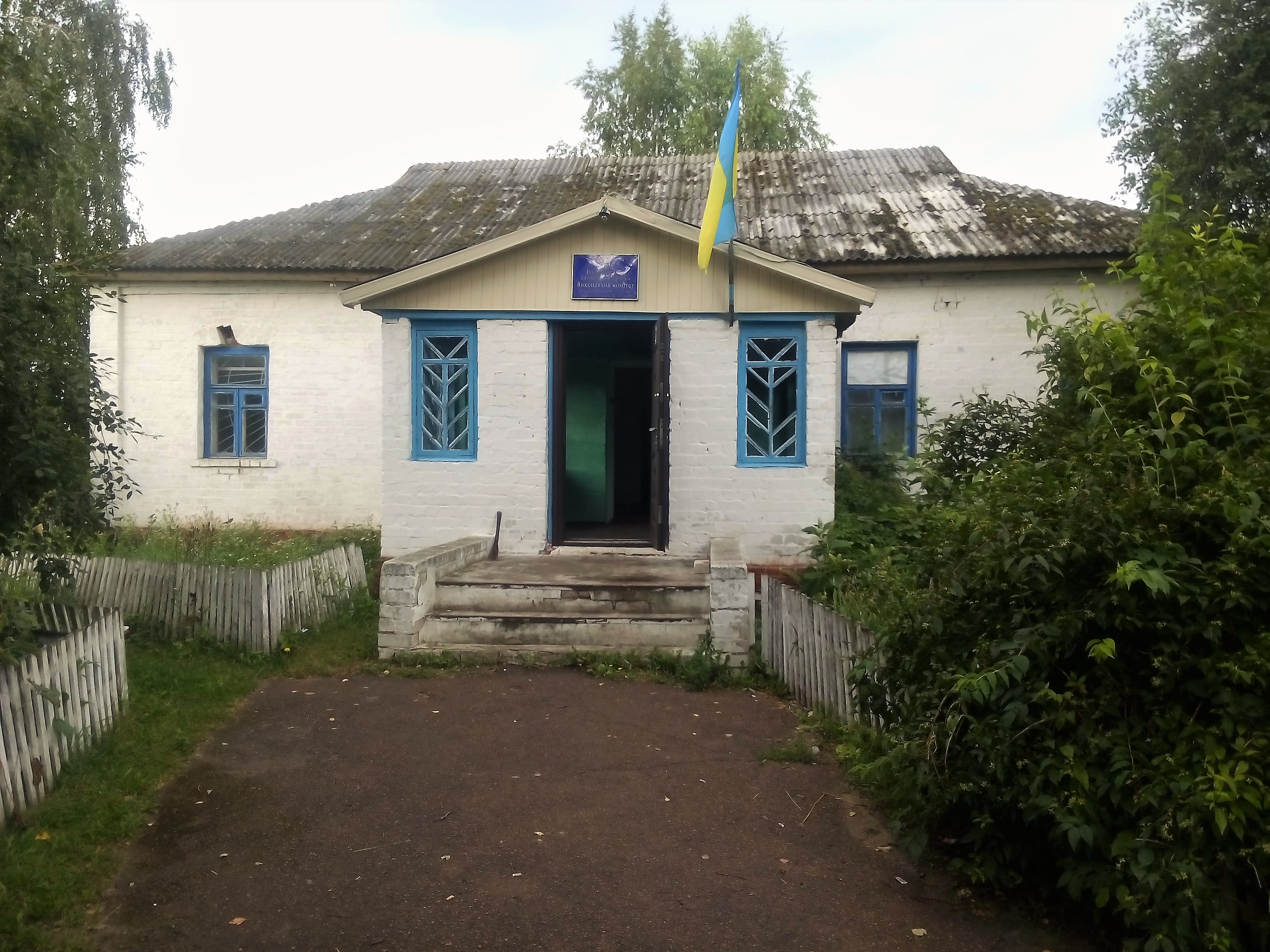
Магазин (колишня сільрада)
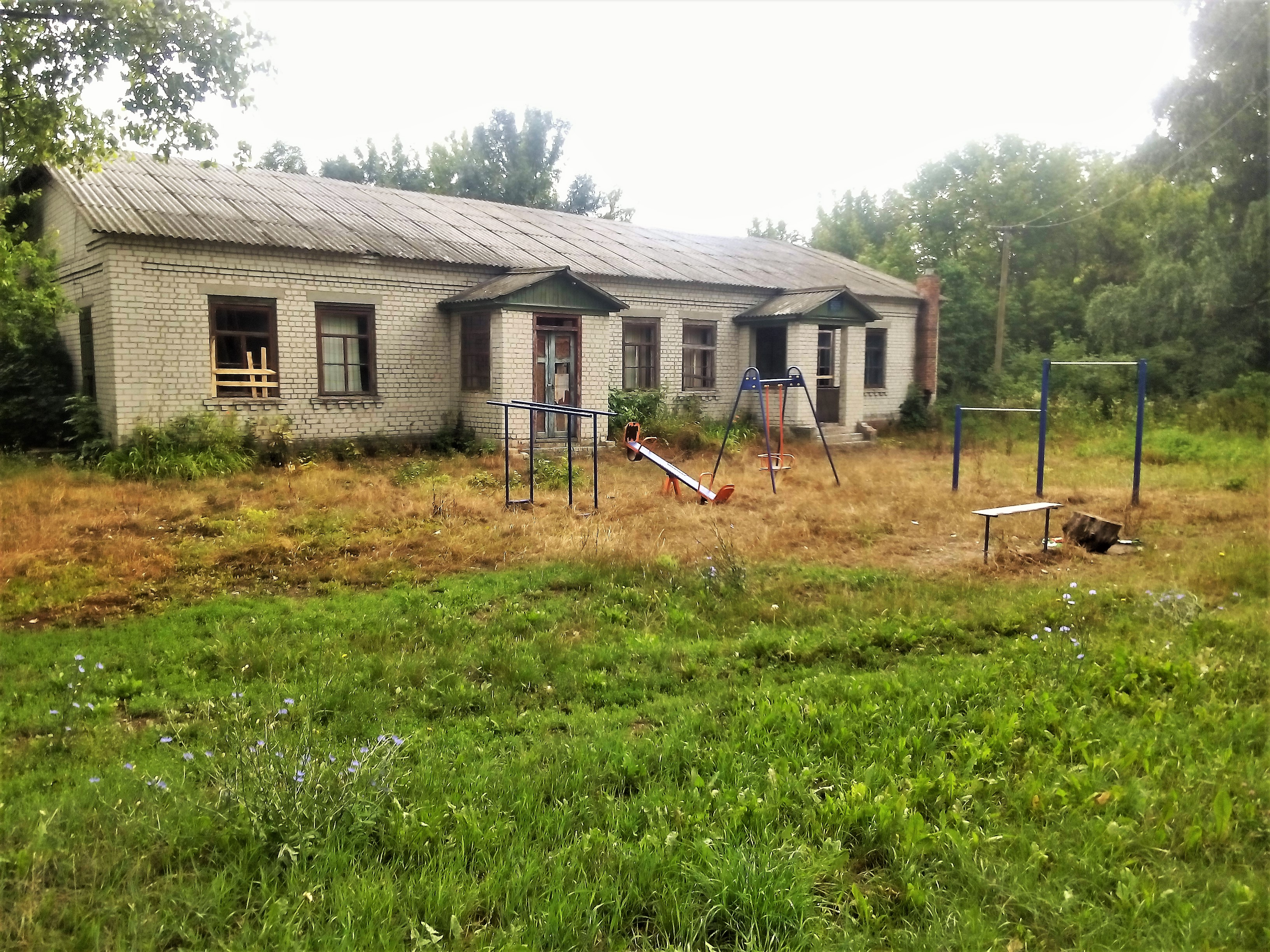
Клуб
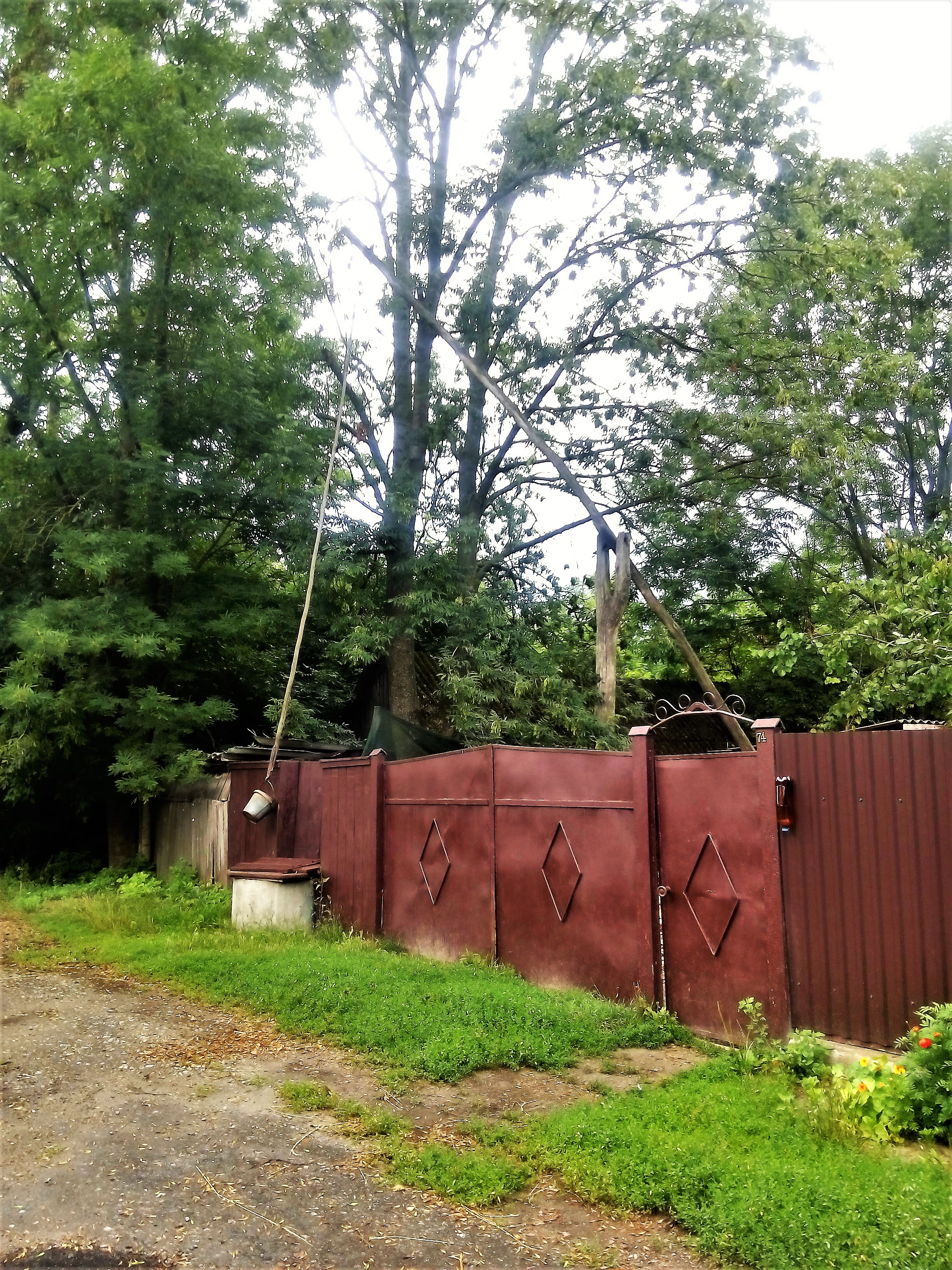
Журавель (криниця)
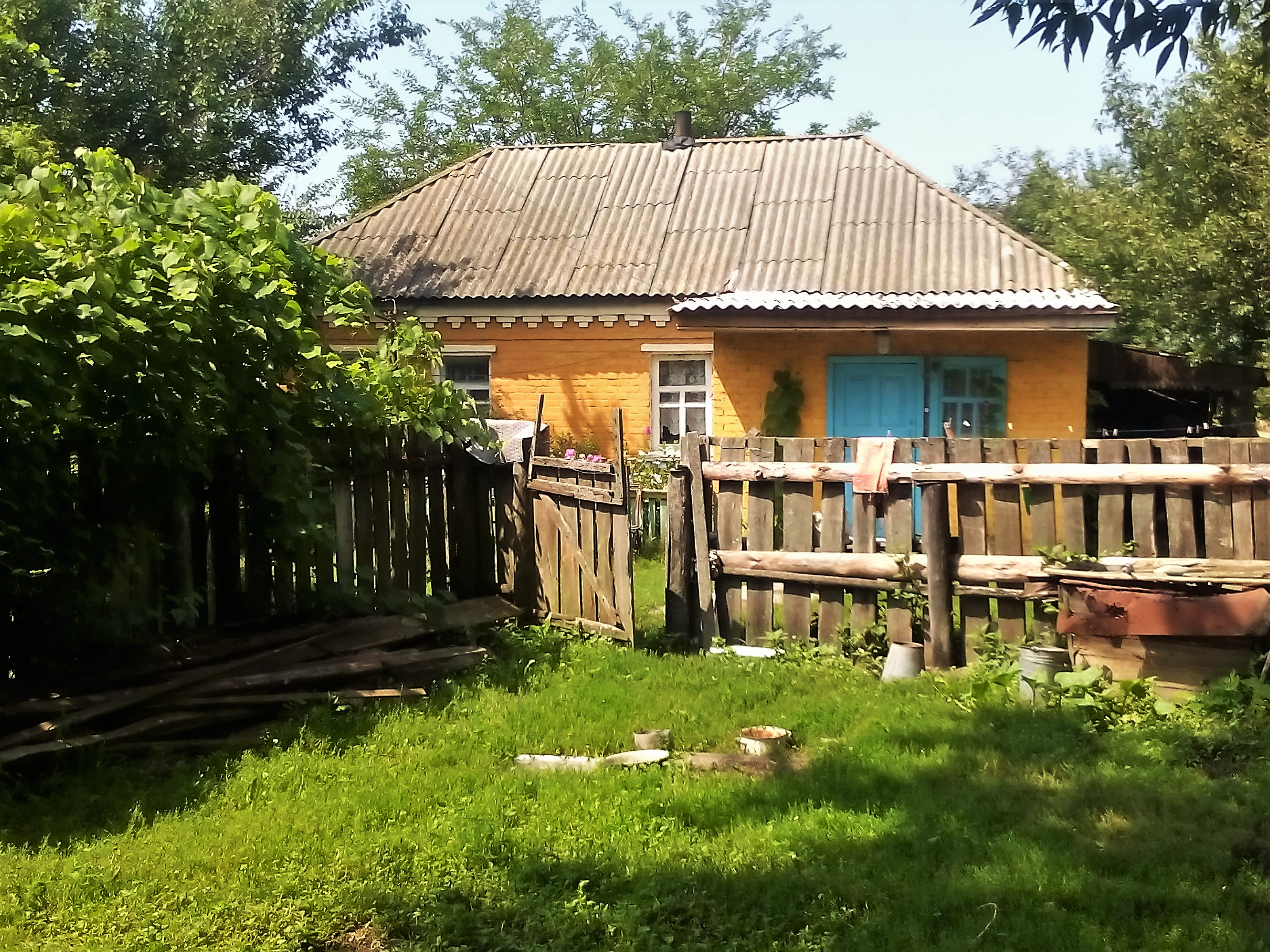
Одна з примітних хат (жовта)
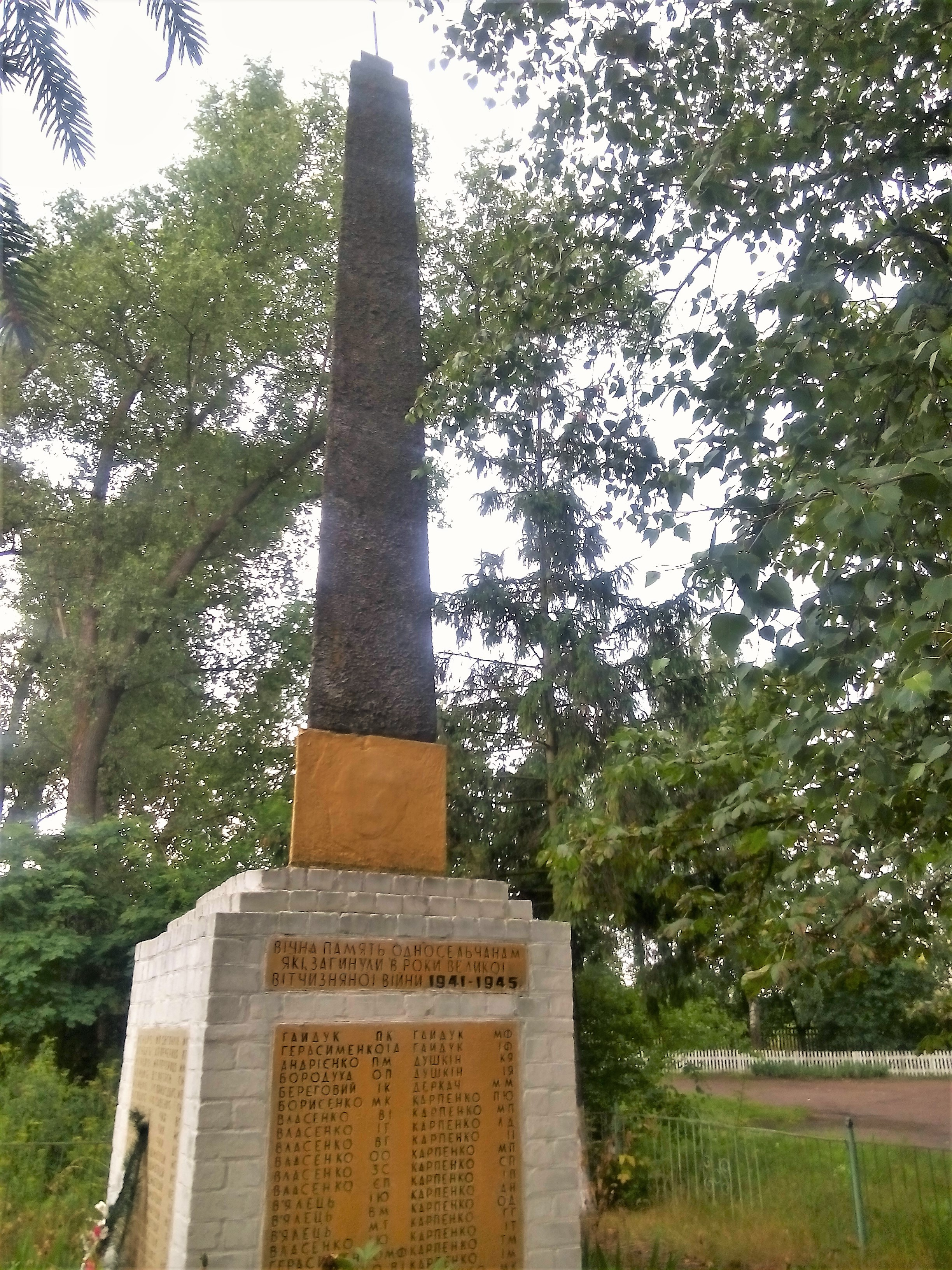
Пам'ятник у центрі
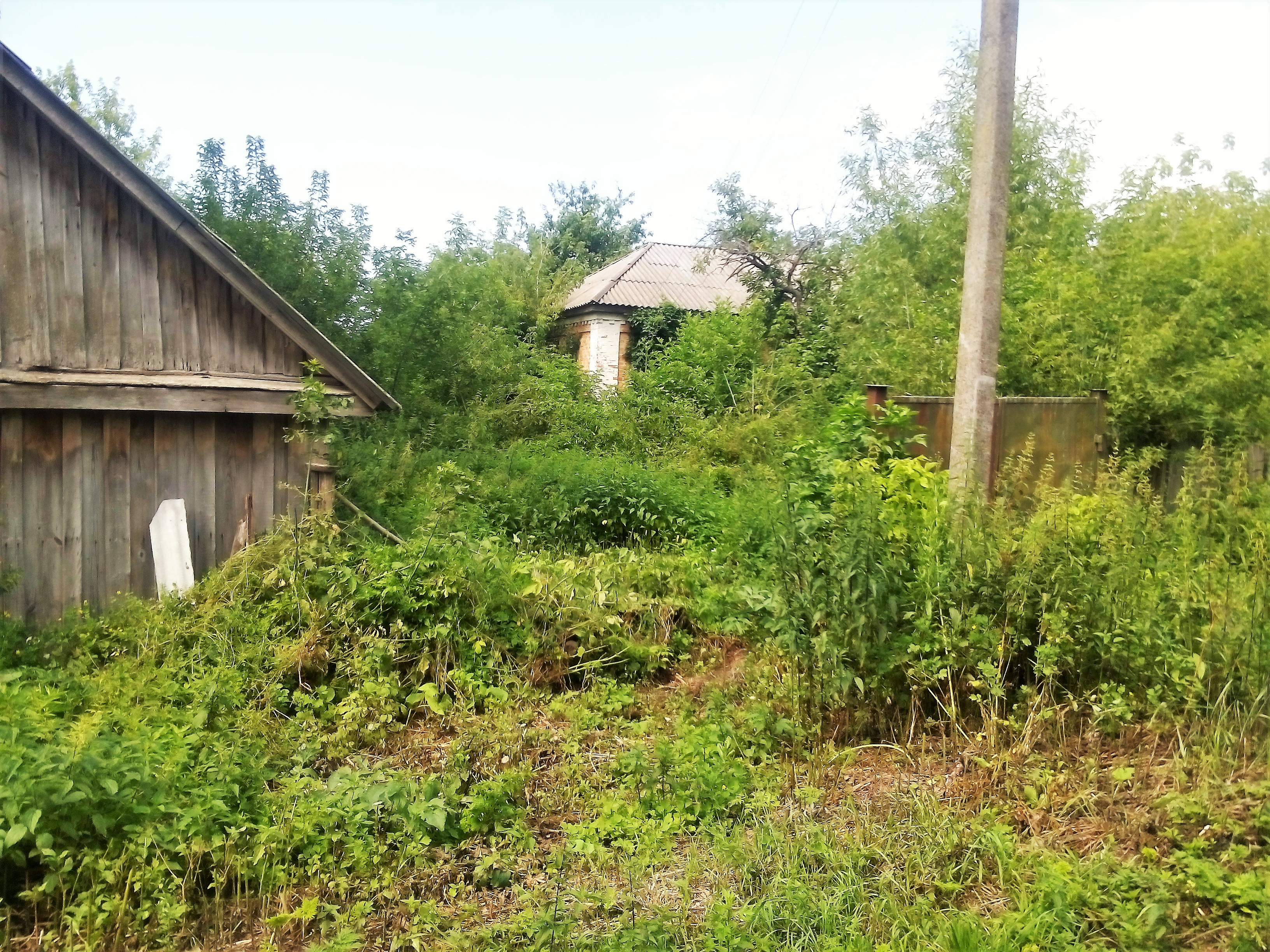
Покинутий будинок
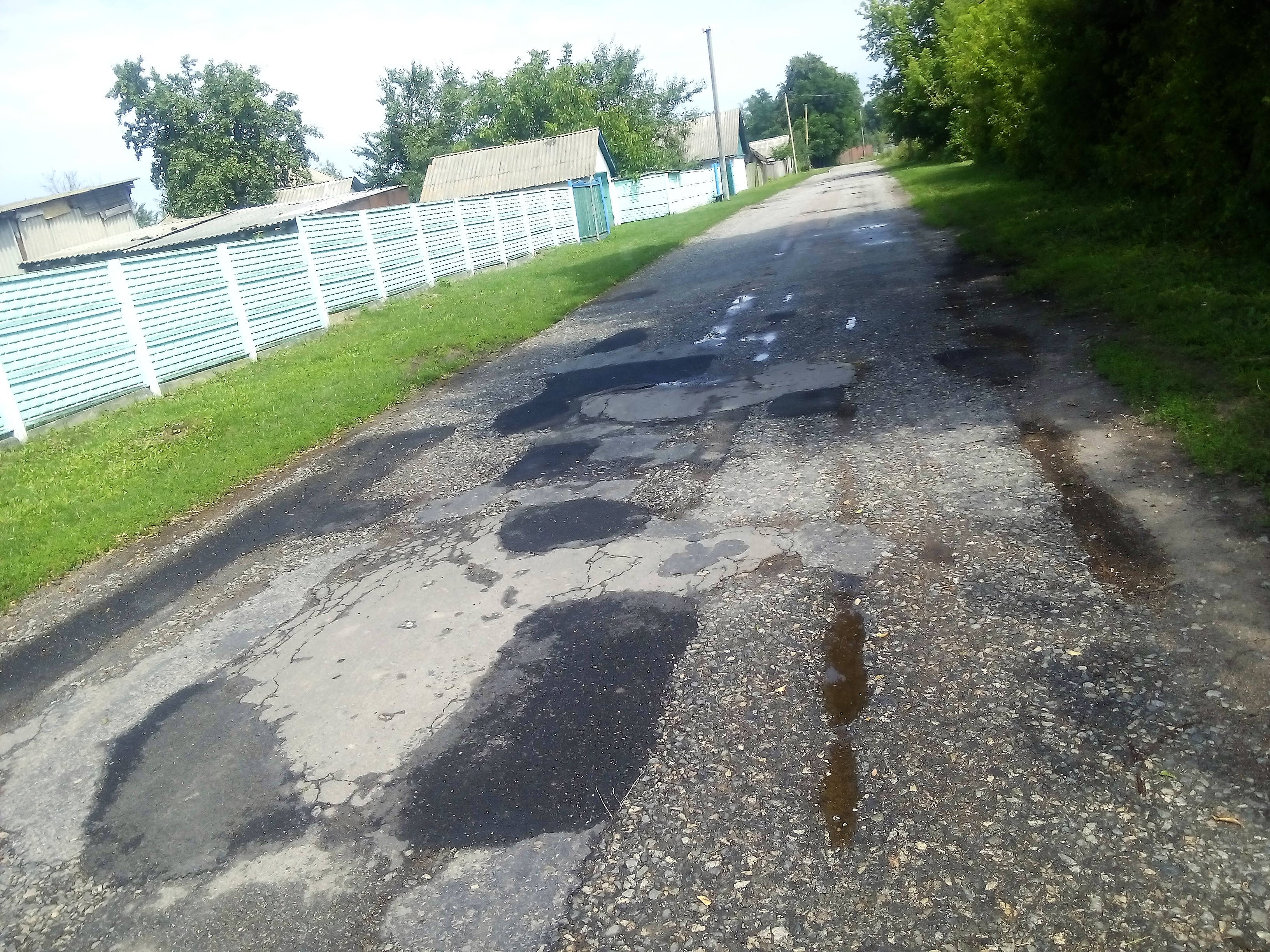
Дороги

## Відомі уродженці
- Анатолій Шацький (1953—2025) — український громадсько-політичний діяч, дисидент, учасник боротьби за незалежність України у ХХ столітті.